# IC 1153
</tr 
IC 1153 је лентикуларна галаксија у сазвјежђу Херкул која се налази на листи објеката дубоког неба у Индекс каталогу.
Деклинација објекта је + 48° 10' 7" а ректасцензија 15h 57m 3,1s. Привидна величина (магнитуда) објекта IC 1153 износи 12,6 а фотографска магнитуда 13,6. Налази се на удаљености од 18</tr милиона парсека од Сунца. IC 1153 је још познат и под ознакама UGC 10107, MCG 8-29-26, CGCG 250-26, PGC 56462.